# غويلرمو روبالكابا
غويلرمو روبالكابا هو عازف بيانو كوبي، ولد في 10 يناير 1927 في بينار ديل ريو في كوبا، وتوفي في 7 سبتمبر 2015 في هافانا في كوبا.

## وصلات خارجية
- غويلرمو روبالكابا على موقع ميوزك برينز (الإنجليزية)
- غويلرمو روبالكابا على موقع ديسكوغز (الإنجليزية)